# 工业地理学
工业地理学是研究工业或制造业地域分布情况及其规律的一门学科，是经济地理学最重要的分支之一。其研究范围与工业经济学有重叠之处。
自然资源、技术发展水平、经济基础、社会制度、经济体制、人口分布和劳动者素质等因素的影响会直接影响产业的布局和分布规律。工业地理学就是从区域和综合的角度，研究各种工业布局的成因及特点，并研究不同工业类型地域组合的形成、发展及分布的规律。研究的空间领域包括全球、国家、地区以及具体的产业。